# Konami's Tennis
Konami's Tennis is een computerspel dat in 1985 werd ontwikkeld door Konami voor de MSX-computer. Het tennisspel kan gespeeld worden door één speler tegen de computer, twee spelers singles of twee spelers doubles. Een scheidsrechter bepaalt of de bal in of uit is. Ongebruikelijk voor de tijd van het spel was de ondersteuning van netbals, een ballenjongen.

## Platform
| jaar | platform    |
| ---- | ----------- |
| 1985 | MSX         |
| 1986 | ZX Spectrum |